# Vojtěch Novotný (teolog)
Vojtěch Novotný (* 27. prosince 1971 Praha) je český teolog, filozof a vysokoškolský pedagog. Od února 2018 do května 2024 působil jako děkan Katolické teologické fakulty Univerzity Karlovy.

## Kariéra
V roce 1990 maturoval na Gymnáziu Jana Nerudy v Praze. V letech 1990–1991 absolvoval Teologický konvikt v Litoměřicích. V letech 1991–1993 studoval v Římě filozofii na Papežské lateránské univerzitě a v letech 1993–1997 studoval filozofii, teologii a literaturu na Accademia Balthasar – soukromé škola při koleji Casa Balthasar úzce spjaté s Josephem Ratzingerem. V letech 1995–1997 zároveň studoval na Papežské gregoriánské univerzitě filozofii. Zde získal licenciát. V letech 1999–2001 studoval externě na lateránské univerzitě teologii, bakalaureátu teologie však nedosáhl.
V roce 1998 se stal odborným asistentem na katedře filozofie na Katolické teologické fakultě Univerzity Karlovy. V roce 2002 se stal sekretářem dočasného administrátora fakulty Mikuláše Lobkowicze. V letech 2005–2006 studoval postgraduálně teologii na KTF UK. V roce 2006 dosáhl titulu Th.D. a v roce 2009 se habilitoval v oboru katolická teologie.
Vyučoval na katedře dogmatické a fundamentální teologie KTF UK, vedl několik doktorských prací a také vykonával badatelskou činnost, podpořenou i grantovými projekty. Mimo jiné publikoval sedm samostatných monografií, z toho dvě cizojazyčné. Stal se členem vědeckých rad katolických teologických fakult v Olomouci a v Českých Budějovicích.
V roce 2005 obdržel stříbrnou pamětní medaili UK v Praze „de Facultate theologiae catholicae Universitatis Carolinae augenda optime merito“. Dne 12. června 2015 se stal profesorem katolické teologie. Dne 7. června 2017 byl Akademickým senátem KTF UK zvolen kandidátem na funkci děkana fakulty.
V prosinci 2023  na svou funkci ze zdravotních důvodů rezignoval. Akademický senát jeho nástupcem zvolil Jaroslava Brože.